# 1905
Il 1905 (MCMV in numeri romani) è un anno  del XX secolo.

## Eventi

### Per luogo

#### Americhe
- 23 febbraio – Stati Uniti: a Chicago Paul Harris dà vita, insieme a tre amici, al primo Rotary club.
- 15 maggio: viene fondata la città di Las Vegas nello Stato del Nevada, con una messa all'asta di 110 acri.

#### Asia
- Nasce in Russia il Partito Democratico Costituzionale
- La guerra russo-giapponese arriva al suo apice:
  - 2 gennaio: l'esercito della Russia zarista si arrende ai giapponesi a Port Arthur in Cina. Questo evento, la catastrofica sconfitta di un esercito europeo e cristiano da parte di truppe orientali, lascia stupefatto il mondo.
  - 19 febbraio: in Manciuria inizia la battaglia di Mukden, la maggiore battaglia per quell'epoca.
  - 5 marzo: le truppe russe cominciano a ritirarsi da Mukden, in Manciuria, dopo aver perso 100.000 soldati in tre giorni.
  - 10 marzo: la cattura di Mukden da parte dei giapponesi (l'attuale Shenyang) sancisce la definitiva rotta delle armate russe in Manciuria.
  - 27 – 28 maggio – Battaglia di Tsushima: la flotta giapponese, comandata dall'ammiraglio Tōgō Heihachirō distrugge la flotta russa comandata dall'ammiraglio Zinovij Petrovič Rožestvenskij in un'operazione durata due giorni.
  - 5 settembre: il trattato di Portsmouth pone fine al conflitto. Nello stato statunitense del New Hampshire, si firma l'accordo, mediato dal presidente statunitense Theodore Roosevelt, che sancisce la vittoria del Giappone. La Russia zarista cede l'isola di Sachalin, i diritti portuali e ferroviari dalla Manciuria al Giappone.
  - 24 settembre: il lupo di honshu viene dichiarato estinto dai nativi giapponesi

#### Europa
- 22 gennaio – Russia: a San Pietroburgo una manifestazione pacifica diretta al Palazzo d'Inverno viene repressa nel sangue dall'esercito e dalla Guardia imperiale.
- 31 marzo – Germania/Marocco: l'imperatore tedesco Guglielmo II sbarca in Marocco: scoppia la Crisi di Tangeri fra Germania e Francia.
- 15 giugno – Svezia: la Principessa Margaret di Connaught sposa Gustavo, principe della Corona di Svezia.
- 27 giugno – Impero Russo (14 giugno secondo il calendario giuliano): avviene l'ammutinamento della nave da battaglia Potëmkin
- 13 agosto – Norvegia: Referendum sullo scioglimento dell'Unione con la Svezia
- 8 settembre – Italia: Terremoto della Calabria del 1905
- 26 ottobre – Norvegia: indipendenza dalla Svezia, a seguito di un referendum tenutosi in agosto.
- 30 ottobre – Impero Russo: lo Zar Nicola II si vede obbligato a concedere la prima Costituzione della Russia, includendo un'Assemblea Nazionale (la Duma) con poteri molto limitati.
- 18 novembre – Norvegia: Haakon VII succede a Oscar II di Svezia, è il primo re della Norvegia indipendente.
- 9 dicembre – Francia: entra in vigore la legge sulla laicità dello stato. Il primo articolo garantisce la "libertà di coscienza e il libero esercizio dei culti". Nel secondo si precisa che "la Repubblica non garantisce né il salario né le sovvenzioni ad alcun culto".

### Per argomento

#### Biologia, farmacologia e medicina
- Alfred Einhorn propone l'uso della novocaina come anestetico locale.

#### Fisica e chimica
- Nell'arco del suo "miracoloso anno 1905" Albert Einstein in quattro pubblicazioni rivoluziona la fisica moderna, dimostrando matematicamente l'effetto fotoelettrico ed il moto browniano, ma soprattutto con l'introduzione della relatività ristretta.
  - 17 marzo: Albert Einstein pubblica il suo lavoro "Su di un punto di vista euristico, concernente la produzione e la trasformazione della luce", dove spiega l'effetto fotoelettrico utilizzando il concetto del quanto di luce.
  - 11 maggio: Albert Einstein invia la dissertazione di dottorato "Sul Moto delle Particelle...", dove spiega accuratamente i moti browniani.
  - 30 giugno: Albert Einstein pubblica l'articolo "Sull'Elettrodinamica del Corpi in Movimento" dove espone per la prima volta la sua teoria della relatività speciale.
- Leo Baekeland crea la bachelite.

#### Religione
- 11 giugno: Papa Pio X pubblica l'enciclica Il fermo proposito, che sigla la nascita dell'Azione Cattolica Italiana.

#### Geologia
- 4 aprile: in India, un terremoto nei pressi di Kangra uccide 20.000 persone.

#### Tecnologia, trasporti e telecomunicazioni

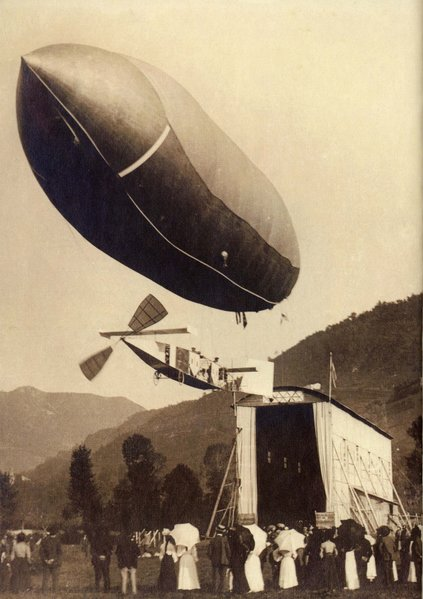
L'Aeronave Italia, il primo dirigibile italiano

- 1º gennaio: viene inaugurata ufficialmente la Ferrovia Transiberiana, che apre ufficialmente dopo il suo completamento il 21 luglio del 1904.
- 2 aprile: apre ufficialmente il Traforo del Sempione, una lunga galleria ferroviaria che attraversa le Alpi dalla Val d'Ossola (Italia) fino alla parte alta della Valle del Rodano (Svizzera).
- 17 giugno – Italia: il primo dirigibile italiano, l'Aeronave Italia, si alza in volo da Schio (Vicenza).
- 23 giugno: l'aeroplano Wright Flyer III, costruito dai fratelli Wright compie il primo storico volo di un aeromobile più pesante dell'aria.
- 1º luglio – Italia: le neonate Ferrovie dello Stato (azienda nata il 22 aprile) riuniscono sotto un'unica amministrazione le reti ferroviarie Mediterranea, Adriatica e Sicula, dando vita alla prima rete ferroviaria nazionale italiana.
- 5 ottobre: Wilbur Wright vola per 24,2 miglia (38,9 km) sull'aeroplano Flyer III. Il volo ha una durata di almeno 39:23 minuti nell località Huffman Prairie di Dayton (Ohio) negli Stati Uniti d'America.

#### Sport
- 14 marzo: viene fondata la squadra di calcio londinese Chelsea
- 9 giugno: viene fondata la squadra di calcio londinese Charlton Athletic F.C.
- 20 ottobre: viene fondato il club di calcio Galatasaray SK, la più importante squadra di calcio della Turchia, unico club di calcio turco ad aver vinto la Coppa UEFA. Il Galatasaray è stato fondato da Ali Sami Yen.

#### Astronomia
- 2 gennaio: C. D. Perrine scopre Elara

## Nati
Ci sono circa 1 690 voci su persone nate nel 1905; vedi la pagina Nati nel 1905 per un elenco descrittivo o la categoria Nati nel 1905 per un indice alfabetico.

## Morti
Ci sono circa 430 voci su persone morte nel 1905; vedi la pagina Morti nel 1905 per un elenco descrittivo o la categoria Morti nel 1905 per un indice alfabetico.

## Calendario
| Calendario 1905 | Calendario 1905 | Calendario 1905 | Calendario 1905 | Calendario 1905 | Calendario 1905 | Calendario 1905 | Calendario 1905 | Calendario 1905 | Calendario 1905 | Calendario 1905 | Calendario 1905 | Calendario 1905 | Calendario 1905 | Calendario 1905 | Calendario 1905 | Calendario 1905 | Calendario 1905 | Calendario 1905 | Calendario 1905 | Calendario 1905 | Calendario 1905 | Calendario 1905 | Calendario 1905 | Calendario 1905 | Calendario 1905 | Calendario 1905 | Calendario 1905 | Calendario 1905 | Calendario 1905 | Calendario 1905 | Calendario 1905 | Calendario 1905 |
| --------------- | --------------- | --------------- | --------------- | --------------- | --------------- | --------------- | --------------- | --------------- | --------------- | --------------- | --------------- | --------------- | --------------- | --------------- | --------------- | --------------- | --------------- | --------------- | --------------- | --------------- | --------------- | --------------- | --------------- | --------------- | --------------- | --------------- | --------------- | --------------- | --------------- | --------------- | --------------- | --------------- |
|                 | 1               | 2               | 3               | 4               | 5               | 6               | 7               | 8               | 9               | 10              | 11              | 12              | 13              | 14              | 15              | 16              | 17              | 18              | 19              | 20              | 21              | 22              | 23              | 24              | 25              | 26              | 27              | 28              | 29              | 30              | 31              |                 |
| Gennaio         | Do              | Lu              | Ma              | Me              | Gi              | Ve              | Sa              | Do              | Lu              | Ma              | Me              | Gi              | Ve              | Sa              | Do              | Lu              | Ma              | Me              | Gi              | Ve              | Sa              | Do              | Lu              | Ma              | Me              | Gi              | Ve              | Sa              | Do              | Lu              | Ma              |                 |
| Febbraio        | Me              | Gi              | Ve              | Sa              | Do              | Lu              | Ma              | Me              | Gi              | Ve              | Sa              | Do              | Lu              | Ma              | Me              | Gi              | Ve              | Sa              | Do              | Lu              | Ma              | Me              | Gi              | Ve              | Sa              | Do              | Lu              | Ma              |                 |                 |                 |                 |
| Marzo           | Me              | Gi              | Ve              | Sa              | Do              | Lu              | Ma              | Me              | Gi              | Ve              | Sa              | Do              | Lu              | Ma              | Me              | Gi              | Ve              | Sa              | Do              | Lu              | Ma              | Me              | Gi              | Ve              | Sa              | Do              | Lu              | Ma              | Me              | Gi              | Ve              |                 |
| Aprile          | Sa              | Do              | Lu              | Ma              | Me              | Gi              | Ve              | Sa              | Do              | Lu              | Ma              | Me              | Gi              | Ve              | Sa              | Do              | Lu              | Ma              | Me              | Gi              | Ve              | Sa              | Do              | Lu              | Ma              | Me              | Gi              | Ve              | Sa              | Do              |                 |                 |
| Maggio          | Lu              | Ma              | Me              | Gi              | Ve              | Sa              | Do              | Lu              | Ma              | Me              | Gi              | Ve              | Sa              | Do              | Lu              | Ma              | Me              | Gi              | Ve              | Sa              | Do              | Lu              | Ma              | Me              | Gi              | Ve              | Sa              | Do              | Lu              | Ma              | Me              |                 |
| Giugno          | Gi              | Ve              | Sa              | Do              | Lu              | Ma              | Me              | Gi              | Ve              | Sa              | Do              | Lu              | Ma              | Me              | Gi              | Ve              | Sa              | Do              | Lu              | Ma              | Me              | Gi              | Ve              | Sa              | Do              | Lu              | Ma              | Me              | Gi              | Ve              |                 |                 |
| Luglio          | Sa              | Do              | Lu              | Ma              | Me              | Gi              | Ve              | Sa              | Do              | Lu              | Ma              | Me              | Gi              | Ve              | Sa              | Do              | Lu              | Ma              | Me              | Gi              | Ve              | Sa              | Do              | Lu              | Ma              | Me              | Gi              | Ve              | Sa              | Do              | Lu              |                 |
| Agosto          | Ma              | Me              | Gi              | Ve              | Sa              | Do              | Lu              | Ma              | Me              | Gi              | Ve              | Sa              | Do              | Lu              | Ma              | Me              | Gi              | Ve              | Sa              | Do              | Lu              | Ma              | Me              | Gi              | Ve              | Sa              | Do              | Lu              | Ma              | Me              | Gi              |                 |
| Settembre       | Ve              | Sa              | Do              | Lu              | Ma              | Me              | Gi              | Ve              | Sa              | Do              | Lu              | Ma              | Me              | Gi              | Ve              | Sa              | Do              | Lu              | Ma              | Me              | Gi              | Ve              | Sa              | Do              | Lu              | Ma              | Me              | Gi              | Ve              | Sa              |                 |                 |
| Ottobre         | Do              | Lu              | Ma              | Me              | Gi              | Ve              | Sa              | Do              | Lu              | Ma              | Me              | Gi              | Ve              | Sa              | Do              | Lu              | Ma              | Me              | Gi              | Ve              | Sa              | Do              | Lu              | Ma              | Me              | Gi              | Ve              | Sa              | Do              | Lu              | Ma              |                 |
| Novembre        | Me              | Gi              | Ve              | Sa              | Do              | Lu              | Ma              | Me              | Gi              | Ve              | Sa              | Do              | Lu              | Ma              | Me              | Gi              | Ve              | Sa              | Do              | Lu              | Ma              | Me              | Gi              | Ve              | Sa              | Do              | Lu              | Ma              | Me              | Gi              |                 |                 |
| Dicembre        | Ve              | Sa              | Do              | Lu              | Ma              | Me              | Gi              | Ve              | Sa              | Do              | Lu              | Ma              | Me              | Gi              | Ve              | Sa              | Do              | Lu              | Ma              | Me              | Gi              | Ve              | Sa              | Do              | Lu              | Ma              | Me              | Gi              | Ve              | Sa              | Do              |                 |

## Premi Nobel
In quest'anno sono stati conferiti i seguenti Premi Nobel:
- per la pace: Bertha von Suttner
- per la letteratura: Henryk Sienkiewicz
- per la fisica: Philipp Eduard Anton Lenard
- per la chimica: Johann Friedrich Wilhelm Adolf Von Baeyer
- per la medicina: Robert Koch